# Bò kho

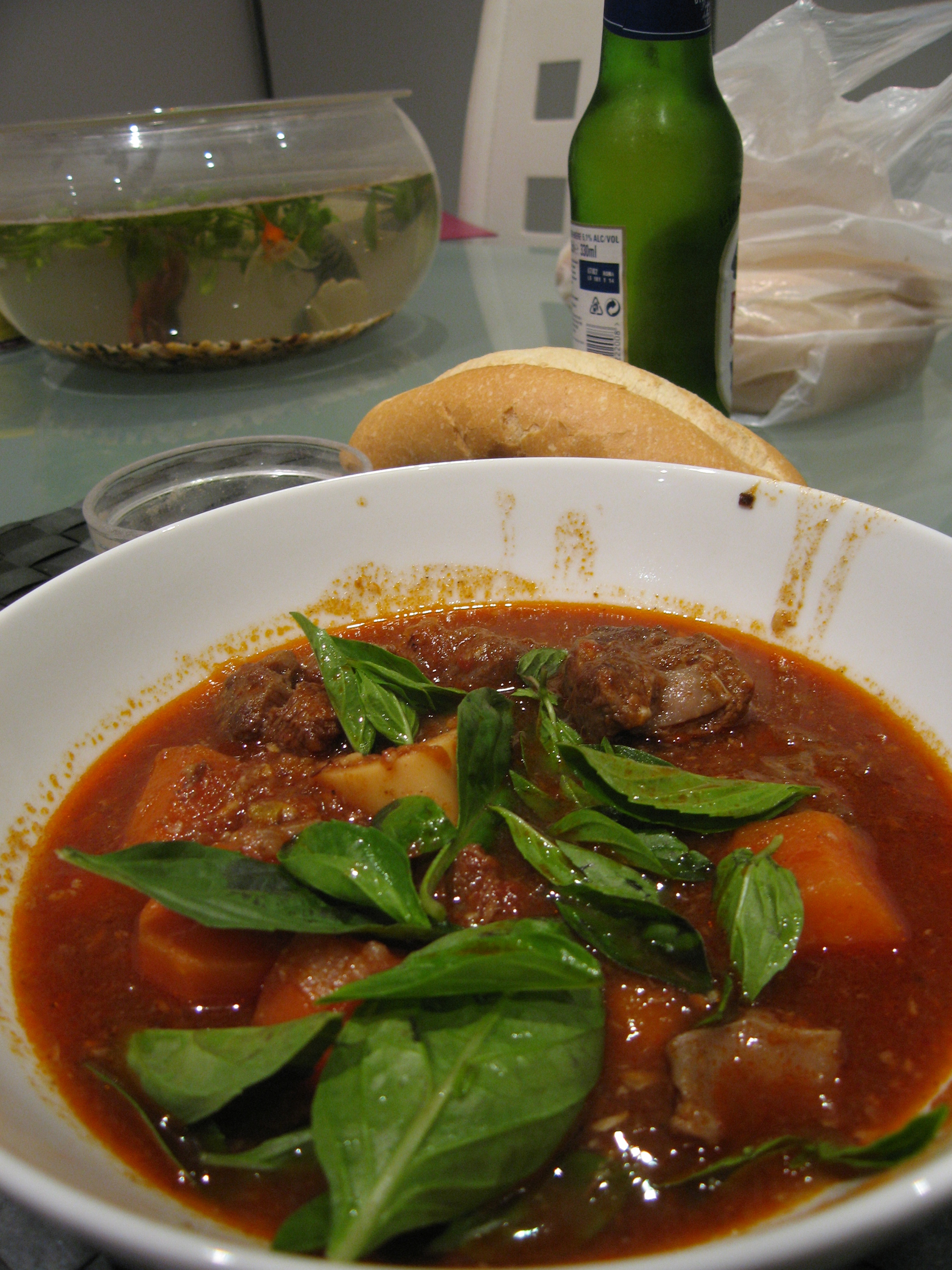
Un cuenco de Bò kho de ternera con hojas de albahaca.

Bò kho es un estofado de ternera, popular en Vietnam.
Un kho (literalmente ‘brasear’, ‘estofar’, ‘cocer a fuego lento’) es un tipo de plato de la gastronomía de Vietnam que estofa los ingredientes en una salsa espesa medianamente dulce de color marrón rojizo contiendo azúcar caramelizada y salsa de pescado. Se prepara una olla de barro llamada nồi đất. Suele servirse con arroz blanco al vapor o tostado y pan francés (baguette) caliente.

## Variantes
El kho suele hacer con trozos de ternera, pescado o cerdo con verdura, aunque también pueden prepararse versiones vegetarianas. El kho de ternera se llama bò kho o thịt bò kho, y el de pescado cá kho o cá kho tộ (tộ alude a la olla de barro en la que se cuece). Para el kho de pescado se prefiere el bagre, especialmente en el sur de Vietnam. El kho de pollo, llamado gà kho o gà kho gừng (gừng significa ‘jengibre’), es menos popular.